# Spathantheum
Spathantheum är ett släkte av kallaväxter. Spathantheum ingår i familjen kallaväxter.
Kladogram enligt Catalogue of Life:
| Spathantheum | \| \| Spathantheum fallax \| \| \| \| \| \| Spathantheum orbignyanum \| \| \| \| |
|              | \| \| Spathantheum fallax \| \| \| \| \| \| Spathantheum orbignyanum \| \| \| \| |
|              | Spathantheum fallax                                                              |
|              |                                                                                  |
|              | Spathantheum orbignyanum                                                         |
|              |                                                                                  |